# Cephalodella asarcia
Cephalodella asarcia är en hjuldjursart som beskrevs av Myers 1942. Cephalodella asarcia ingår i släktet Cephalodella och familjen Notommatidae. Inga underarter finns listade i Catalogue of Life.